# Confinity
Confinity је била америчка софтверска компанија са седиштем у Силицијумској долини, најпознатија као творац PayPal-а. Основали су је у децембру 1998. Макс Левчин, Питер Тил и Лук Носек, првобитно као PalmPilot компанија за плаћања и криптографију.

## Компанија
Компанија је покренута 1998. као Fieldlink, а касније је преименована у Confinity. Многи од почетних регрута Confinityја били су алумни часописа The Stanford Review, коме је такође Тил био суоснивач, а већина раних инжењера потиче са Универзитета Илиноис у Урбана-Шампаињ, које је регрутовао Левчин. Рани инвеститори су били Nokia Ventures, Deutsche Bank и Вилијам Н. Мелтон, оснивач CyberCash-а.
Друга канцеларија компаније Confinity, 165 Јуниверсити Авењу у Пало Алту, Калифорнија, такође је позната по томе што је била бивша канцеларија Google-а и Logitech-а.
Confinity је лансирао свој прекретнички производ, PayPal, крајем 1999. године. Confinity се спојио са X.com, који је основао Илон Маск, у марту 2000. године. Спојена компанија постала је позната као X.com јер се сматрало да је ово име са ширим дугорочним потенцијалом од Confinity-а или PayPal-а. Међутим, анкете су показале да већина потрошача сматра име X.com нејасним и потенцијално порнографским и преферира да се компанија једноставно зове PayPal. Након корпоративног реструктурирања, које је укључивало уклањање Илона Маска из компаније, компанија је усвојила име PayPal Inc.
PayPal је направио Иницијалну јавну понуду на Nasdaq берзи 14. фебруара 2002. године. Компанију је купио eBay у уговору о акцијама вредном 1,3 милијарде долара објављеном 8. јула 2002. године. eBay и PayPal постали су одвојене компаније 2015. године.